# Telecivitavecchia
Telecivitavecchia è stata fondata il 1º settembre 1979 da Mario Paparozzi, avvalendosi del tecnico Emilio Generotti, sulla base di una precedente esperienza di Radio Civitavecchia. Il suo primo nome è stato TeleRadioCivitavecchia, da cui la sigla TRC, tuttora in uso.
Trasmetteva inizialmente sul canale UHF 51, ma con il passaggio di proprietà alla Lega delle cooperative, migra sul 33, che per un breve periodo entra anche nella denominazione sociale. Con il 1985 subentra una cooperativa di giornalisti.
Un programma seguito per molti anni è stato quello dedicato alla voce del vescovo Emerito della Diocesi di Civitavecchia e Tarquinia, Monsignor Girolamo Grillo, e successivamente a Monsignor Carlo Chenis - tale trasmissione, nei primi anni 2000, ha avuto anche una versione "salotto", con vari ospiti, denominata Il Vescovo e la Sua Gente.
Punto di forza dell'emittente è il telegiornale, che dedica largo spazio alle tematiche locali, e va in onda alle 12.30 ed alle 20.15, oltre a diverse repliche nel corso della giornata e della serata. Trc Giornale è la sigla con cui è attualmente più conosciuta.
Importante anche il videogiornale, una slideshow formata da brevi articoli di cronaca, meteo, sport ed alcuni servizi come necrologi, annunci di vendita e denuncia di oggetti smarriti, che va in onda dalle 3 di notte fino alle 11, per dare spazio alla programmazione del palinsesto.
Nel 2017 TeleCivitavecchia inizia a collaborare con Mecenate TV, la quale ne ritrasmette tutto il palinsesto; dal 3 gennaio 2018 TRC si trasferisce negli studi di Mecenate TV e, secondo quanto riferito dall'emittente, durante il 2018 i due canali avrebbero dovuto "dividersi" di nuovo, con la differenza che Mecenate TV trasmetterà un telegiornale dedicato alla zona nord di Roma e le città di Tolfa, Allumiere, Santa Marinella e tutto il comprensorio, mentre TRC solo per la città di Civitavecchia. A luglio 2018 è stata interrotta la collaborazione con Mecenate e Trc ha ripreso il format precedente all'accordo.
Trc è molto presente sui social network: tanto il seguito per il canale YouTube, per la pagina Facebook e per il profilo Instagram, aggiornati quotidianamente con notizie e servizi sui fatti in città.
A seguito del processo di riorganizzazione delle frequenze con l'abbandono della banda dei 700 MHz, dal 6 giugno 2022 ha interrotto le trasmissioni sul digitale terrestre.
Le trasmissioni sono riprese il 24 agosto 2022 nell'area di Civitavecchia sul canale UHF 24 (UHF 43 dal 22 marzo 2023) e sul canale UHF 41 in provincia di Roma e Frosinone mediante il mux locale RL Lazio 2 gestito da Raiway.
La quasi totalità delle trasmissioni storiche di TRC erano condotte da Silvio Serangeli, scomparso a marzo 2022.

## Trasmissioni sportive
Una larga fetta del palinsesto di Telecivitavecchia è dedicata allo sport, specialmente alle discipline radicate sul territorio, come il calcio o la pallanuoto.
In una delle periodiche crisi che avevano fatto paventare la chiusura dell'emittenza, nel 1992 i giocatori della squadra di calcio del Civitavecchia giocarono con il lutto al braccio per scongiurare una tale soluzione
Telecivitavecchia segue con attenzione anche manifestazioni sportive considerate normalmente minori a cui concede moltissimo spazio.
Ogni lunedì sera va in onda Sportivamente (già Sportime), durante il periodo della stagione sportiva.

## Trasmissioni in lingue estere
La presenza in zona di una numerosa comunità romena ha dato l'opportunità di dedicare una trasmissione, con cadenza giornaliera, in tale lingua.

## Tg Unicef
Hanno avuto grande importanza, su questa rete, anche i cosiddetti Tg Unicef, brevi "telegiornali" condotti da bambini e ragazzi delle scuole di Civitavecchia, ideati ed organizzati dal comitato Unicef locale.
Questa rubrica andava in onda ogni venerdì dopo il normale tg della rete. I Tg Unicef sono stati prodotti da fine 2006 a marzo 2012. Vi sono state nuovamente alcune puntate tra la fine del 2013 e i primi mesi del 2014, ed infine un'edizione straordinaria ad aprile 2017, molto diversa però rispetto alle produzioni precedenti.
Tutte le puntate dei Tg Unicef sono disponibili su YouTube, ma non sul canale YouTube di Trc Giornale.

## Digitale terrestre
L'emittente ha trasmesso in modalità digitale terrestre sul canale 35 UHF del digitale terrestre unicamente dalla postazione di Monte Paradiso a Civitavecchia fino a metà dicembre 2012. Il multiplex conteneva, oltre a Telecivitavecchia, alcuni canali del gruppo di Gold TV (Gold TV, Gold TV Sport e Gold Shop) e PuntoSat.
Da fine 2012 sono riprese regolarmente le trasmissioni presso la stessa postazione trasmissiva sul canale 46 UHF gestito da Gold TV, sempre al n°111.
A fine 2011 TRC ha lanciato un secondo canale, chiamato In News, chiuso a metà 2012.
Da agosto 2022 trasmette in UHF nel mux RL Lazio 2.

## Trasmissioni in onda

### Trasmissioni autoprodotte
Viaggio nella memoria, che contiene:
- Cartoline: programma condotto da Silvio Serangeli nel quale vengono mostrate cartoline della città appartenenti al periodo del dopoguerra
- Album: contenitore di filmati storici appartenenti all'archivio dell'emittente, le cui puntate sono dedicate ad uno specifico periodo, luogo o oggetto.
- Il Girasole: contenitore di tutorial di cucina, sport e belle arti.
- Sportivamente: rubrica settimanale dedicata allo sport.
- Sentiamo la Sua: settimanale dedicato alla politica cittadina
- Appuntamento con... : settimanale dedicato alla cultura
- TA - Trasmissione autogestita: spazio televisivo a pagamento utilizzato dalle forze politiche, soprattutto durante il periodo delle elezioni, per poter comunicare con gli elettori.

### Trasmissioni importate
- Borgo Italia, A tambur battente, Vivere il mare, Electric car News, SMS - Solo Musica e Spettacolo.

## Trasmissioni storiche
- Album: contenitore di filmati storici appartenenti all'archivio dell'emittente. La trasmissione ha anche uno spin-off, Album Cult.
- Storie: programma di cui ogni puntata è dedicata ad un personaggio e la sua storia.
- Clic!: rubrica di approfondimento sulla fotografia amatoriale (non più in onda).
- Tuttifrutti: trasmissione di gossip, spettacolo e musica, rivolta principalmente ad adolescenti.
- Il Vescovo e la Sua Gente: appuntamento settimanale (il venerdì nel tardo pomeriggio), con il Vescovo della Diocesi di Civitavecchia-Tarquinia.[13]
- Astrologia rivelata: rubrica dedicata all'astrologia. La trasmissione ha anche uno spin-off quotidiano chiamato Astrologia rivelata: l'oroscopo.
- Diritto di replica: approfondimento sui temi della politica cittadina.
- Nonsolodolci: spin-off de Il Girasole.

## Studio
Nel corso degli anni il TRC giornale è stato condotto in studi diversi, ma la sede dell'emittente non è mai cambiata. Tra la fine del 2017 e l'inizio del 2018 l'emittente cambia sede, e di conseguenza, anche lo studio del tg. 
Il 3 gennaio 2018 è stato condotto il primo TRC giornale dal nuovo studio.
Nel corso degli anni, gli studi del TRC giornale sono stati i seguenti:
- 1979 - 2000: vari studi; principalmente, tutti con una parete o uno sfondo monocromatico.
- 2000 - 2007: studio con parete di colore blu sullo sfondo. Sulla scrivania del conduttore, sono presenti due microfoni montati su due treppiedi.[14]
- 2007 - 2011: sullo sfondo, un'immagine del Pirgo di Civitavecchia con colori tendenti al ciano e la scritta "TRC". Sulla scrivania del conduttore è presente un microfono ed un computer portatile.[15]
- 2011 - 2017: lo studio torna ad avere uno sfondo blu. Sulla scrivania è presente un telefono ed un computer portatile.[16]
- dal 2018: sullo sfondo, dei pannelli con immagini che ritraggono un ufficio. La scrivania è vuota. Lo studio è stato ereditato da Mecenate Tv; in passato era utilizzato per la conduzione del Mecenate Tg.[17]

## Curiosità
Nel logo dell'emittente, la lettera C di "TRC" prende la forma di un 3, per ricordare la frequenza di trasmissione sull'UHF 33, utilizzata fino a prima dell'avvento del digitale terrestre. Sempre ai tempi della tv analogica, i civitavecchiesi erano soliti chiamare TRC "il trentatrè".

## Video
- La storia di TRC Telecivitavecchia
- Servizio TRCgiornale su lacrimazione Madonnina - febbraio 1995
- Lo staff di TRC nel 1981
- La trasmissione per teenagers "Tuttifrutti" (ad oggi sono disponibili solo 3 puntate)
- La processione del venerdì santo 1990
- "Il Vescovo e la sua gente" del 14 febbraio 2003